# 34127 Adamnayak
34127 Adamnayak è un asteroide della fascia principale. Scoperto nel 2000, presenta un'orbita caratterizzata da un semiasse maggiore pari a 2,7062729 au e da un'eccentricità di 0,1001884, inclinata di 2,92037° rispetto all'eclittica.
L'asteroide è dedicato allo studente statunitense Adam C. Nayak.